# Neubukow
Neubukow ist eine amtsfreie Kleinstadt im Nordwesten des Landkreises Rostock in Mecklenburg-Vorpommern (Deutschland). Sie ist Sitz des Amtes Neubukow-Salzhaff, dem sechs Gemeinden angehören, ist selbst aber nicht amtsangehörig. Der Ort bildet für seine Umgebung ein Grundzentrum. Seit August 2021 trägt Neubukow offiziell den Namenszusatz „Schliemannstadt“.

## Geografie

### Geografische Lage
Die Stadt liegt zwischen den Hansestädten Wismar und Rostock, etwa elf Kilometer von der Ostseeküste bei Rerik entfernt.

### Stadtgliederung
Zu Neubukow gehören folgende Gemeindeteile:.
| - Neubukow - Buschmühlen - Malpendorf | - Panzow - Spriehusen - Steinbrink |

## Geschichte

### Name

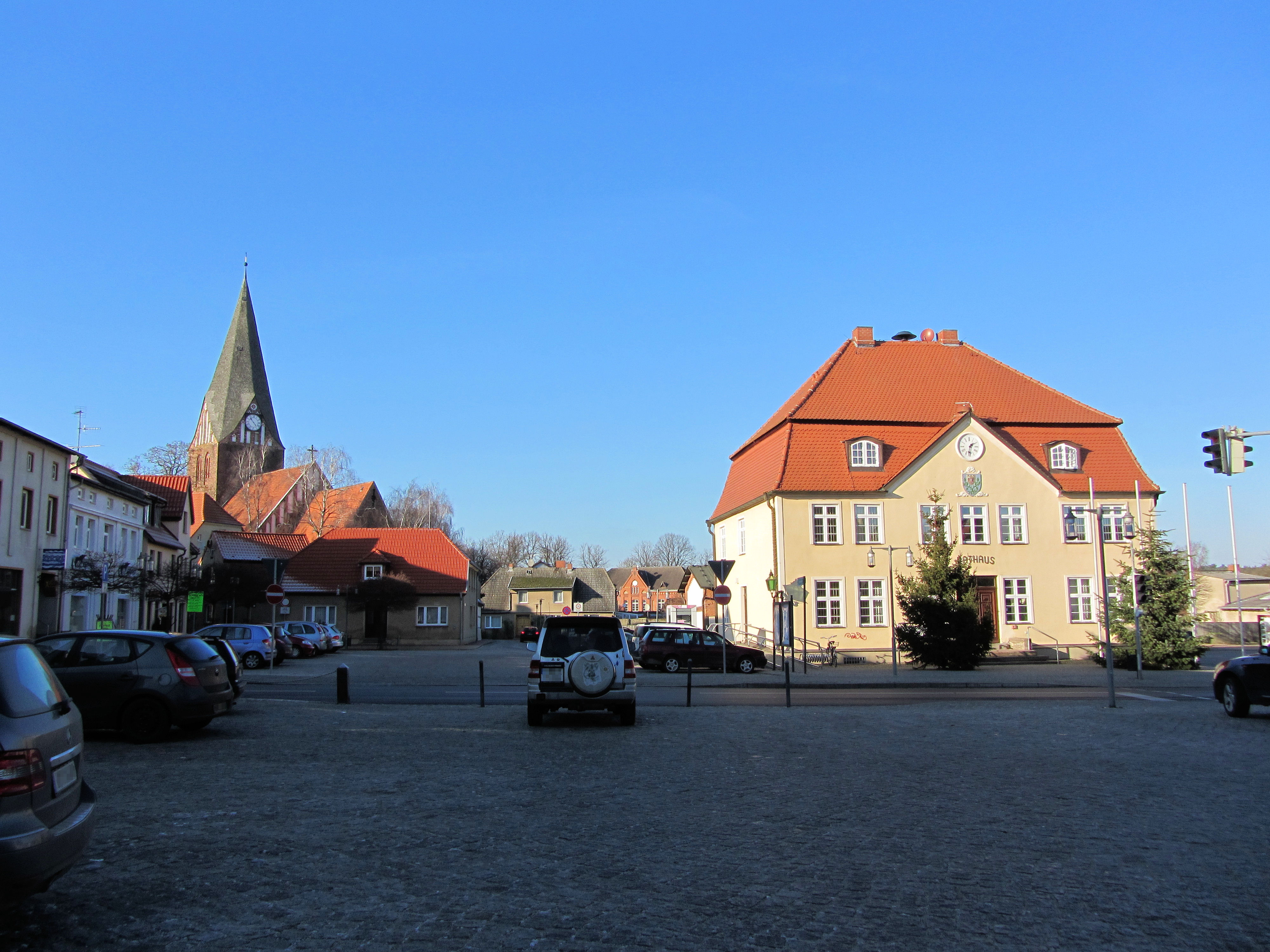
Markt

Der ursprüngliche Name Bukow kommt aus dem altpolabischen bukov und buk und bedeutet Buche. Erst 1260 wurde der Ort als novum oppidum bukow (neue Stadt Bukow) bezeichnet und 1270 als Nova Buchowe. Der Zusatz novum fehlte später, als der Ort Bucoywe (1278) und Bucowe (1304) genannt wurde. 1395 wurde wieder Nyen Bukowe geschrieben, was sich dann im Laufe der Zeit zu Neubukow wandelte. Altbukow, ein Dorf westlich von Neubukow, schrieb sich 1281 Bucoywe.

### Mittelalter

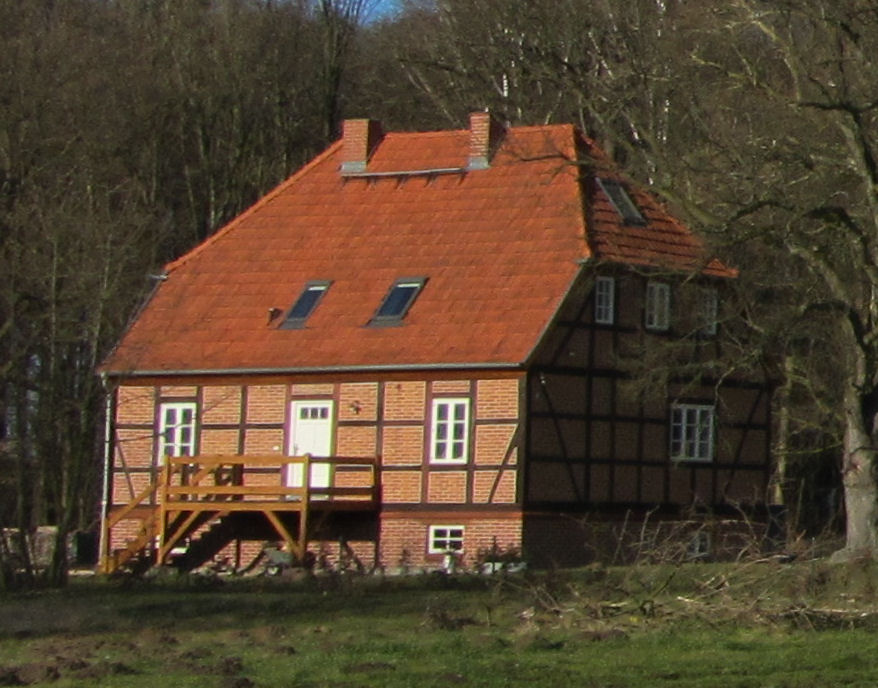
Ehemaliger Speicher im Ortsteil Spriehusen

Im 12. und 13. Jahrhundert bestand eine slawische Siedlung. Die Gründung der Stadt erfolgte in der Mitte des 13. Jahrhunderts bei der nahen Burg Bukow durch deutsche Neusiedler. Sie lag an der Straße von Rostock nach Wismar. 1192 wurde die Pfarre (Alt) Bukow erwähnt und 1246 ein Heinricus de Bukowe. 1260 wurde dann die Stadt als nouo opido Bukow erstmals urkundlich erwähnt. Die Stadt wurde, wie einige Städte, die in dieser Zeit in Mecklenburg gegründet wurden, mit einem nahezu rechtwinkligen, gitterförmigen Straßennetz, einem zentralen Markt mit Rathaus und einer Stadtbefestigung mit ursprünglich vier Stadttoren angelegt.
Mit dem Bau der gotischen dreischiffigen Pfarrkirche als Hallenkirche wurde nach der Mitte des 13. Jahrhunderts begonnen. Damit ist die Stadtkirche das älteste erhaltene Gebäude Neubukows. Der Turm ist wahrscheinlich aus dem 15. Jahrhundert. Der älteste schriftliche Nachweis der Wassermühle stammt von 1304. Drei Angehörige der Familie von der Lühe auf Panzow gründeten 1326 in der Kirche eine Vikarie, die besagte, dass ein bestimmter Priester an einem bestimmten Altar, an einem festgelegten Tag eine Messe für das Seelenheil der Familienmitglieder zu lesen habe. Die Vikarie war mit Einkünften aus Lischow bewidmet. Neubukow wurde eine Landstadt in Mecklenburg und war bis 1918 als Teil der Städte des Mecklenburgischen Kreises auf Landtagen vertreten.
Erster Pastor der neuen Lehre nach der Reformation war Georg Freudenberg, er wurde 1549 berufen und blieb bis 1594 in der Gemeinde. 1594 wurde auch auf dem Landtag zu Sternberg die Erhebung des lutherischen Bekenntnisses zur Landeskirche beschlossen.

### 1700 bis 1900
Seit 1709 gab es in der Stadt eine Apotheke. 1788 entstand das zweigeschossige, schlichte barocke Rathaus mit seinem Mansarddach und dem Mittelgiebel.
Von Mai 1814 bis April 1823 war Ernst (Johann Adolf) Schliemann, der Vater von Heinrich Schliemann Pastor in Neubukow. Am 22. Dezember 1883 erreichte der erste Zug Neubukow, und am 6. Oktober 1890 wurde die Neubukower Rübenbahn eröffnet. Zu dieser Zeit hatte Neubukow knapp 2000 Einwohner. Gegen Ende des 19. Jahrhunderts wurde Deutschlands erste Gipsbindenfabrik von A. Moratzky gegründet. In den 1950er Jahren wurde dann die Produktion eingestellt.
Anfang des 19. Jahrhunderts siedelten sich Juden im Ort an, die 1840 an der Wismarschen Straße einen jüdischen Friedhof errichteten. In der Zeit des Nationalsozialismus 1934 wurde er geschändet, 1964 zu DDR-Zeiten wurde aus den Resten eine Gedenkstätte gestaltet, zu der 1983 eine Gedenktafel hinzukam.

### Neuere Zeit

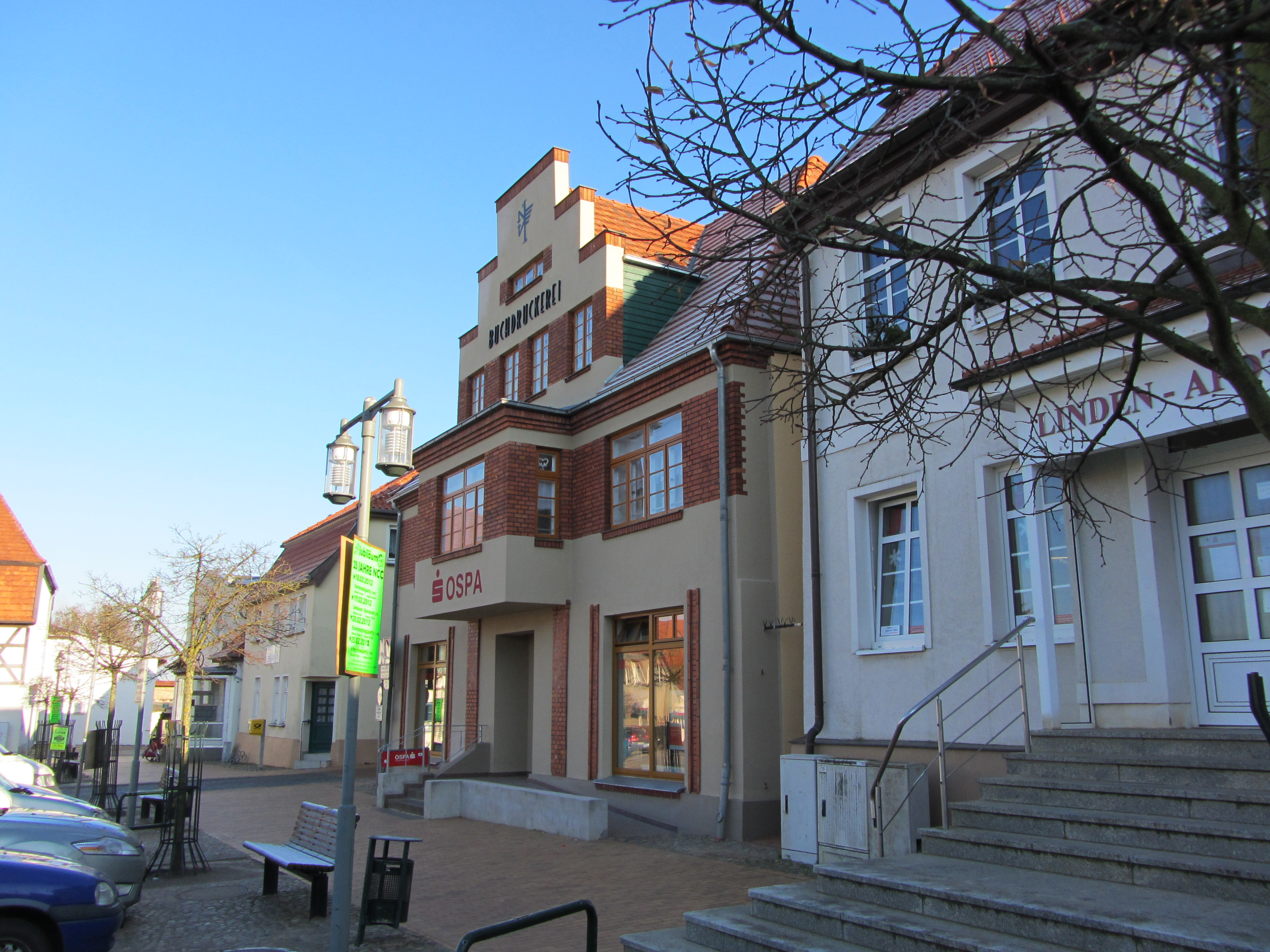
Markt

Während des Zweiten Weltkrieges mussten Kriegsgefangene sowie zahlreiche Frauen und Männer aus von Deutschland besetzten Ländern Zwangsarbeit, u. a. bei der Deutschen Reichsbahn verrichten. 1942 wurde unweit des Schützenplatzes ein Barackenlager für diese Zwangsarbeiter gebaut.
Am 2. Mai 1945 zog die Rote Armee in Neubukow ein und übernahm den Ort, etliche Häuser und Wohnungen wurden geplündert. Vor der Kapitulation am 8. Mai 1945 hatte der Ort um die 2.000 Einwohner. Danach zogen Heimatvertriebene und Flüchtlinge durch das Land und suchten Unterkunft. Die Einwohnerzahl stieg um etwa das Doppelte an. Nach der Bodenreform bekamen viele dieser Einwanderer Land zugewiesen und wurden sesshaft. Der Mangel an Wohnraum war ein Problem, jede verfügbare Kammer wurde genutzt. Das ursprüngliche Problem der Arbeitslosigkeit konnte zum Teil durch den Wiederaufbau der Werften in Wismar gelöst werden, hier arbeiteten 1947 schon etwa 2.000 Menschen auf der Mathias-Thesen-Werft.
Innenstadt und das Rathaus von 1788 wurden im Rahmen der Städtebauförderung seit 1991 grundlegend saniert.
Von 1952 bis 2011 gehörte Neubukow zum Kreis Bad Doberan (bis 1990 im DDR-Bezirk Rostock, 1990–2011 im Land Mecklenburg-Vorpommern). Seit 2011 liegt die Stadt im Landkreis Rostock.

### Geschichte der Ortsteile

#### Buschmühlen
Buschmühlen und Drüschow waren Güter. Drüschow wurde 1219, Buschmühlen 1305 zum ersten Mal urkundlich erwähnt. Zu beiden Gütern gehörten insgesamt 38 Bauern. Im Güter-Adressbuch von 1921 werden die Güter als Lehen mit einer Größe von 434 ha genannt, von denen 370 ha Gärten und Äcker waren. Buschmühlen war als ritterschaftliches Gut das Hauptgut in der Gemeinde, es war Eigentum der Familie von der Lühe, der auch Rakow, Spriehusen, Teßmannsdorf, Drüschow, Steinbrink und Klein-Strömkendorf gehörte.

#### Malpendorf

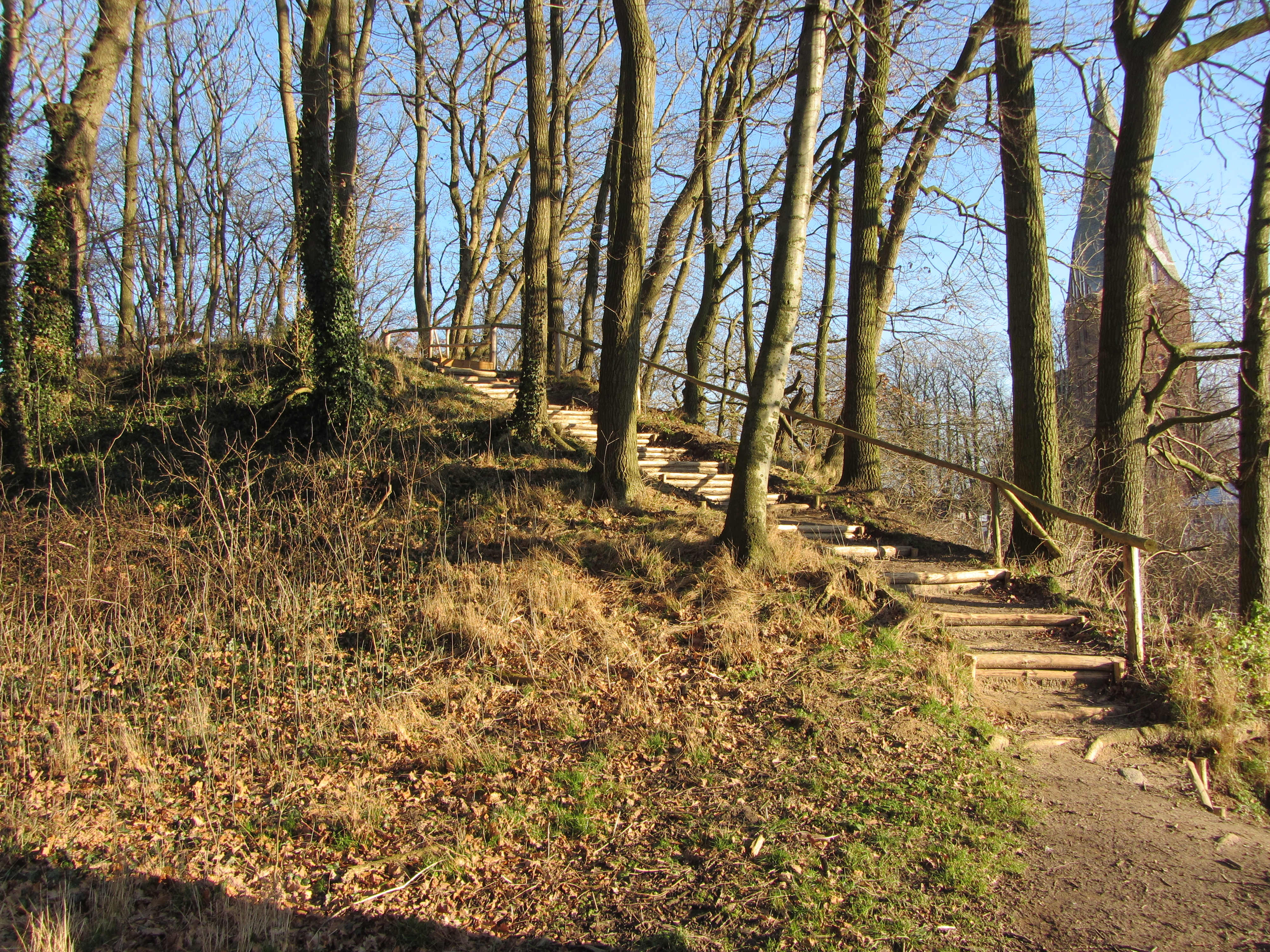
Burgwall am Wallberg

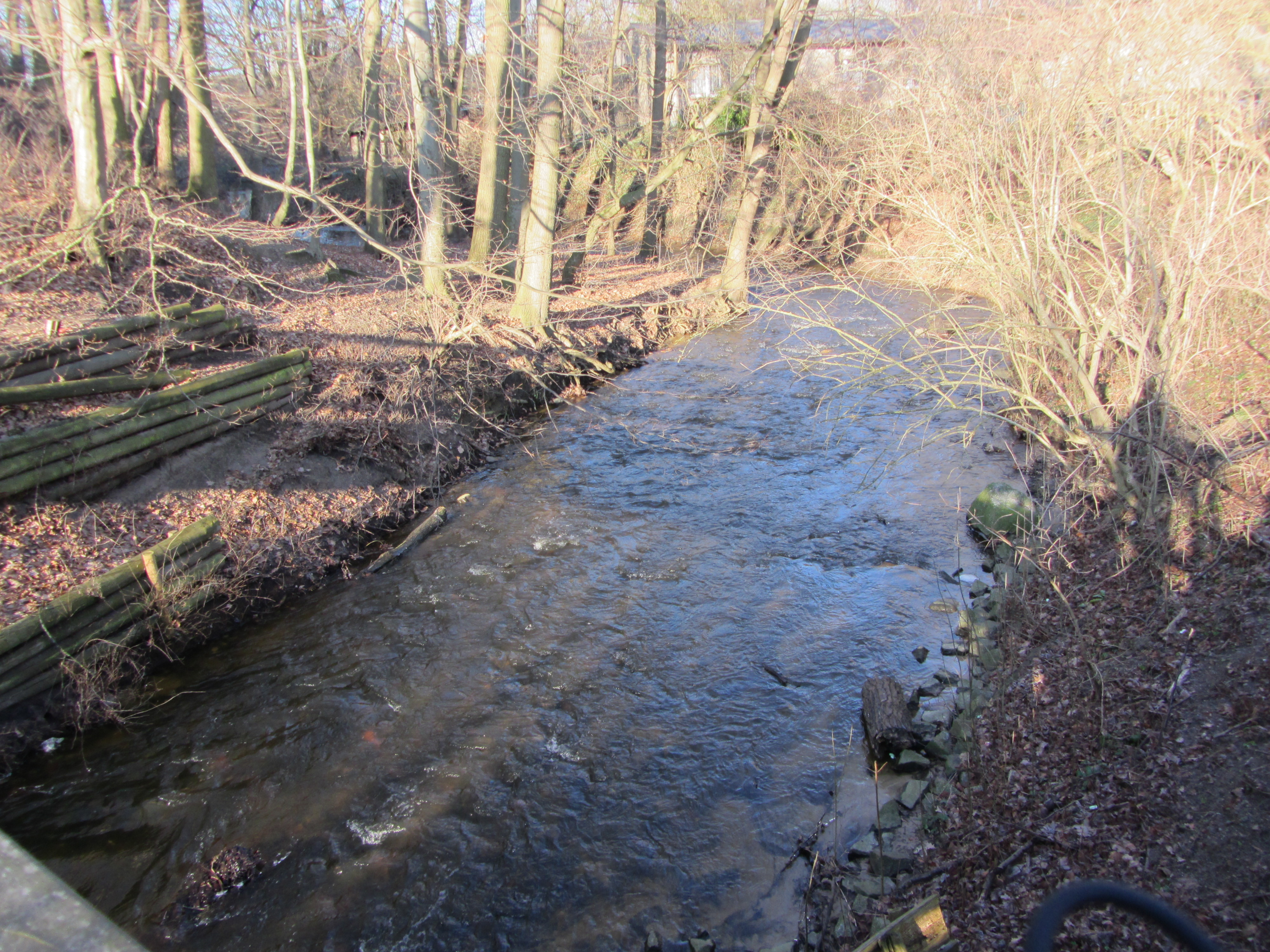
Panzower Bach

Der heutige Ortsteil war früher ein Gut südöstlich von Neubukow. Früher waren für die Gegend Kopfweiden charakteristisch, 1891 wurden 968 Weiden gezählt, von denen teilweise noch morsche Reste erhalten sind. In Niekammers Adressbuch von 1921 ist Malpendorf als Dominalgut erwähnt, es hatte eine Größe von 240 ha. 205 ha wurden als Gärten und Äcker genutzt, 15 ha als Weiden und 7 ha als Hofplätze, Wege und Umland. Zu dieser Zeit wurden im Gut 30 Pferde, 90 Rinder und 20 Schweine gehalten. Es war das kleinste der an Neubukow angrenzenden Güter, von jeher war es als Teil des Domaniums eine Domäne im Eigentum des Landesherrn. Zum ersten Mal erwähnt wurde Malpendorf 1219 in einer Urkunde, in der dem Frauenkloster St. Maria im Sonnenkamp Land, Mühlenertrag, und Fischerei zuerkannt wurden. Eine Mühle wurde 1304 urkundlich erwähnt. Malpendorf hieß 1219 Malbodendorf, was Ort des Malbodo bedeutete. Nach Eintragungen in alten Kirchenakten war das Gut früher ein Amtsbauhof, also eine Einrichtung des Amtes. 1850 hatte Malpendorf 70 Bewohner, von denen 21 Kinder waren, davon neun im schulfähigen Alter. 1945 wurde über die Schulverhältnisse berichtet: „Malpendorf ist seit jeher in der Stadtschule eingeschult gewesen. Gesetzlich soll dahin gestrebt werden, Landkinder in Landschulen unterzubringen“. Zu DDR-Zeiten wurde der Hof Teil der Agrargenossenschaft Hellbach, von der ursprünglichen Anlage sind noch Reste zu sehen.

#### Panzow

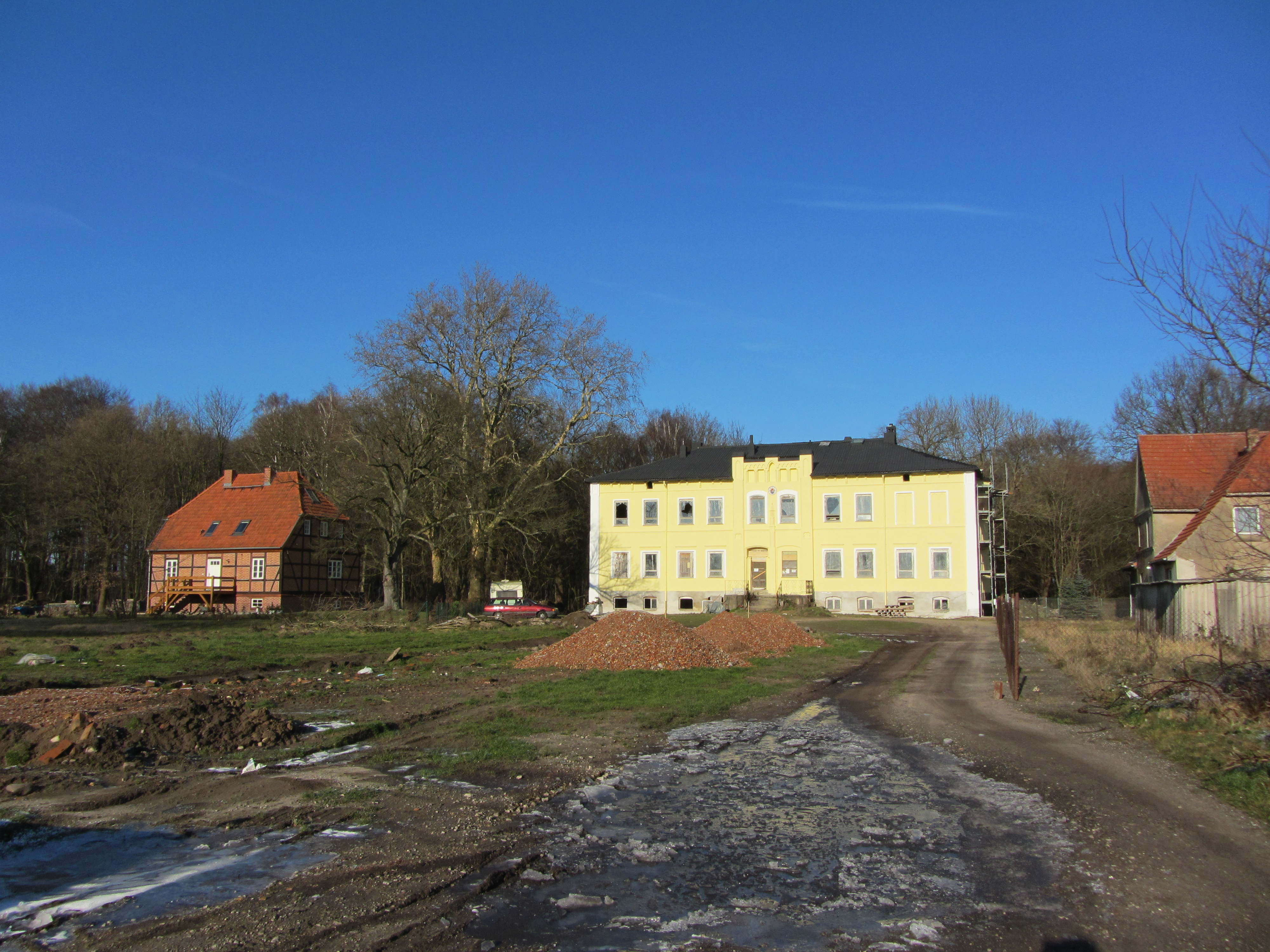
Gutshaus Spriehusen

Panzow wurde 1295 urkundlich genannt, es ist nicht gesichert, ob der 1171, 1191 und 1211 erwähnte Ort Pancouiz in terra Ylowe mit dem heutigen Panzow identisch ist. 1295 wurde der Ort Pantzow genannt, der Name ist slawischer Herkunft, er bedeutet Ort des Pac. 1427 gehörte der Ort im Amt Bukow als Ritterschaft den Herren Herrmann und Hanneke von Lüthe. In Panzow lebten 1544 18 Bauern oder Kätner, eine Stelle wurde als wüst bezeichnet. Im 16. Jahrhundert umfasste das ritterliche Land noch die alten Hofhufen. In der ersten Hälfte des 19. Jahrhunderts kamen die Einwohner von Langendorf und ein Teil von Einhusen hinzu, beide Ortsteile fielen später wüst. Einhusen befand sich dort, wo sich heute der Flurname Afrika, ein mit Pappeln bepflanztes Gelände erhalten hat. Langendorf lag südlich des Kuhberges in den Langendorfer Koppeln. Um 1782 geriet nach Angaben in Kirchenakten Panzow in Konkurs und wurde danach als Domäne verpachtet. Der ehemalige Gutshof lag auf einem heute unter Denkmalschutz stehenden Burgwall, die Anlage war von einem Grabensystem umflossen, das vom Hellbach gespeist wurde. Der Hof war durch mehrere Brücken erschlossen, unter anderem auch durch eine Zugbrücke, die in der Mitte des 18. Jahrhunderts, ebenso wie die gesamte Hofanlage, verfallen war. Das spätere Gutshaus stand ebenfalls an dieser Stelle, es wurde 1949 durch einen Brand zerstört und anschließend zu Wohnungen für Umsiedlerfamilien umgebaut. Der Charakter des Gutshofes blieb dabei nicht erhalten.

#### Spriehusen
Spriehusen wurde als Lehngut 1390 zum ersten Mal erwähnt und in der Überlieferung Spriehuser Feld genannt. In einer Kirchenakte von 1653 gibt es eine Bezeichnung als Hof, der allerdings hinter Buschmühlen, dem Hauptgut, kaum Bedeutung aufweist. 1774 gab die Familie von der Lühe den Hof der Familie von Osten. Gutsbesitzer waren dann die Familien Franz Stanislaus Julius, Reichsfreiherr von Seld († 1793) und Erben (ab 1784), von Kleist (ab 1800), von Voß (ab 1805), Crelinger (ab 1812), von Post (ab 1820), Heinrichsen (ab 1827) und Nölting (1835–1948). Das nach 2000 sanierte Gutshaus stammt von 1852.

### Eingemeindungen
Am 1. Juli 1950 wurden nebend en bis dahin eigenständigen Gemeinden Malpendorf und Panzow auch Buschmühlen (aus Spriehusen-Buschmühlen herausgelöst – Spriehusen wurde in Rakow eingegliedert) eingemeindet.

## Bevölkerung
- Für 1558 sind 46 Einwohner im Landbuch namentlich erfasst.
- Die Einwohnerzahl in der ersten Hälfte des 16. Jahrhunderts dürfte bei 200 bis 300 Personen gelegen haben. Hiervon waren 15 Bauern, 23 Kaufleute, Schmiede, Schneider, Schuster, Zimmerleute und Leineweber.
- 1580 gab es 11 große Bauersleute, 3 kleine Bauersleute und ungevehr 33 gemeine Bürger und empzer.
- Im Dreißigjährigen Krieg sank die Einwohnerzahl um etwa ein Drittel, nach einem Bericht des Bürgermeisters Christian Wüsthoff, waren Länder ganz abgebrannt, solchergestalt verwittert… und Bewohner gewesen und über 300 Bürger allhier gewohnet… Jetzo aber wird dieses Städtchen mit dem dritten Teil nicht bewohnet. Der Amtmann von Bibow bestätigte diese Angaben.
- 1653 lebten 358 Menschen im Ort, davon waren 128 Kinder.
- 1795 waren die Folgen des Dreißigjährigen Krieges überwunden, es gab 637 Einwohner.
- 1812 existierten 800 Bewohner
- Für 1821 sind 1241 Einwohner in den Akten verzeichnet.[16]

| Jahr | Einwohner |
| ---- | --------- |
| 1990 | 5018      |
| 1995 | 4783      |
| 2000 | 4386      |
| 2005 | 4296      |
| 2010 | 4019      |
| 2015 | 3826      |

| Jahr | Einwohner |
| ---- | --------- |
| 2020 | 3937      |
| 2021 | 3973      |
| 2022 | 4037      |
| 2023 | 4019      |

Stand: 31. Dezember des jeweiligen Jahres

## Politik

### Stadtvertretung

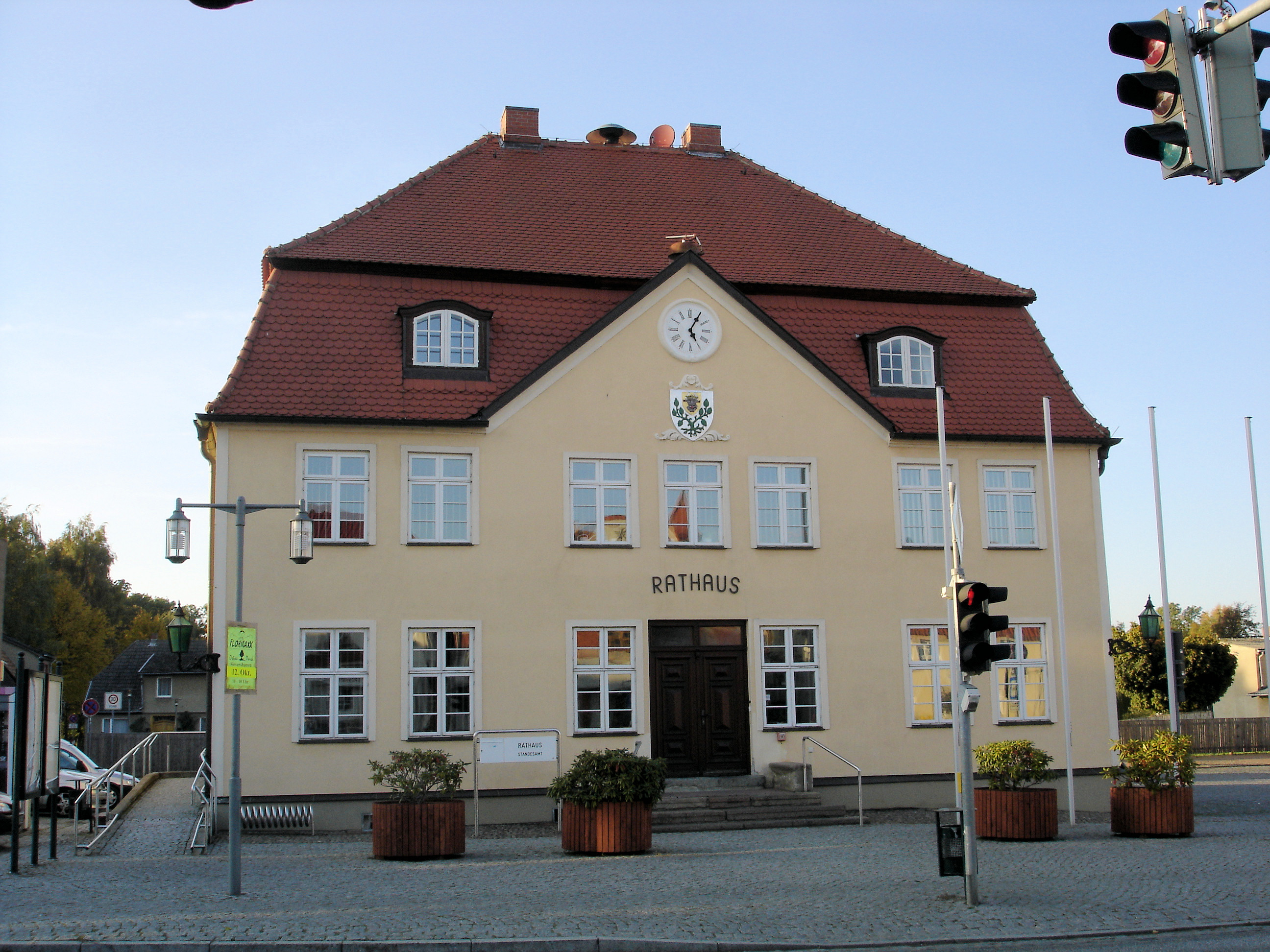
Rathaus

Die Stadtvertretung von Neubukow besteht aus 15 Mitgliedern. Die Kommunalwahl am 9. Juni 2024 führte bei einer Wahlbeteiligung von 58,7 % zu folgendem Ergebnis:
| Partei / Wählergruppe              | Stimmenanteil 2019 | Sitze 2019 |  | Stimmenanteil 2024 | Sitze 2024 |
| ---------------------------------- | ------------------ | ---------- |  | ------------------ | ---------- |
| CDU                                | 40,0 %             | 6          |  | 29,1 %             | 4          |
| Bündnis Sahra Wagenknecht (BSW)    | –                  | –          |  | 26,0 %             | 4          |
| Bürgerbund Neubukow (BBN)          | 18,5 %             | 3          |  | 22,3 %             | 3          |
| SPD                                | 20,6 %             | 3          |  | 14,1 %             | 2          |
| Einzelbewerber Rudolf Lange        | –                  | –          |  | 04,5 %             | 1          |
| Einzelbewerberin Silke Rosentreter | –                  | –          |  | 04,0 %             | 1          |
| Die Linke                          | 20,9 %             | 3          |  | –                  | –          |
| Insgesamt                          | 100 %              | 15         |  | 100 %              | 15         |

### Bürgermeister
- 1920–1933: Heinrich Haack (Stadtrat von Neubukow)
- 1932–1938: Kurt Berling (* 1904)
- 1938: August Hartig (1884–1942), kommissarischer Bürgermeister
- 1938–1945: Georg Kieckebusch (1908–1989)
- 1942–1943: Ernst von der Heiden (1882–1956), kommissarischer Bürgermeister
- 1943–1945: Ulrich Meyer (1896–1952) – kommissarischer Bürgermeister
- seit 2009: Roland Dethloff (parteilos)

Dethloff wurde in der Bürgermeisterwahl am 22. April 2018 mit 80,7 % der gültigen Stimmen in seinem Amt bestätigt. Seine Amtszeit beträgt neun Jahre.

### Wappen
| Wappen der Stadt Neubukow | Blasonierung: „In Silber eine ausgerissene grüne Buche; zwischen den beiden Zweigen ein goldener Schild, darin ein hersehender, golden gekrönter schwarzer Stierkopf mit aufgerissenem Maul, silbernen Zähnen, ausgeschlagener roter Zunge, in sieben Spitzen abgerissenem Halsfell und silbernen Hörnern.“ |
| Wappen der Stadt Neubukow | Wappenbegründung: Das Wappen ist nach dem Siegelbild des SECRETVM OPIDI NVE BVCOWE – als Abdruck erstmals um 1310 überliefert – gestaltet und in der jetzigen Form im April 1858 festgelegt worden. Es vereint ein redendes Symbol, eine Buche, und ein Herrschaftszeichen, den für die Mecklenburger Linie des Fürstenhauses typischen Stierkopf. Mit der Buche soll auf den aus dem Slawischen stammenden Ortsnamen (buk=Buche) angespielt werden. Der Stierkopf verweist auf den Herrn zu Mecklenburg als Stadtgründer und Stadtherrn. Das Wappen wurde am 10. April 1858 vom Großherzog Friedrich Franz II. von Mecklenburg-Schwerin festgelegt, 1978 neu gezeichnet und unter der Nr. 80 der Wappenrolle des Landes Mecklenburg-Vorpommern registriert. |

Historisches Wappen
| Wappen der Stadt Neubukow 1943–1945 | Blasonierung: „In Silber auf grünem Hügel eine grüne Buche mit zwei Früchten, zwischen den beiden Zweigen ein goldener Schild, darin ein hersehender, golden gekrönter schwarzer Stierkopf mit aufgerissenem Maul, silbernen Zähnen, ausgeschlagener roter Zunge, in sechs Spitzen abgerissenem Halsfell und schwarzen Hörnern.“ |
| Wappen der Stadt Neubukow 1943–1945 | Wappenbegründung: Das Wappen unterschied sich nicht wesentlich von dem heute verwendeten; es verlor schon bald nach dem Ende des II. Weltkrieges seine Gültigkeit. Das Wappen wurde vom Heraldiker Hans Herbert Schweitzer gestaltet und am 1. Oktober 1943 durch den Reichsstatthalter in Mecklenburg verliehen.                |

### Flagge
Die Flagge wurde von der Neubukowerin Bärbel Kreuzfeldt gestaltet und am 27. September 1999 durch das Ministerium des Innern genehmigt.
Die Flagge ist quer zur Längsachse des Flaggentuchs Grün – Weiß – Grün (1:3:1) gestreift. Der weiße Streifen ist in der Mitte mit den Figuren des Stadtwappens belegt: mit einer ausgerissenen grünen Buche, zwischen den beiden Zweigen mit einem gelben Schild, darin ein hersehender, gelb gekrönter schwarzer Stierkopf mit aufgerissenem roten Maul, weißen Zähnen, ausgeschlagener roter Zunge, in sieben Spitzen abgerissenem Halsfell und weißen Hörnern. Die Figuren nehmen insgesamt sieben Neuntel der Höhe und zwei Fünftel der Länge des Flaggentuchs ein. Die Höhe des Flaggentuchs verhält sich zur Länge wie 3:5.

### Dienstsiegel
Das Dienstsiegel zeigt das Wappen der Stadt mit der Umschrift STADT NEUBUKOW.

### Städtepartnerschaften
Die Städtepartnerschaft zwischen Neubukow und Steinfurt in Nordrhein-Westfalen besteht seit dem 24. Oktober 1990. 1991 wurde eine Städtepartnerschaft mit Reinfeld in Schleswig-Holstein geschlossen.

## Sehenswürdigkeiten

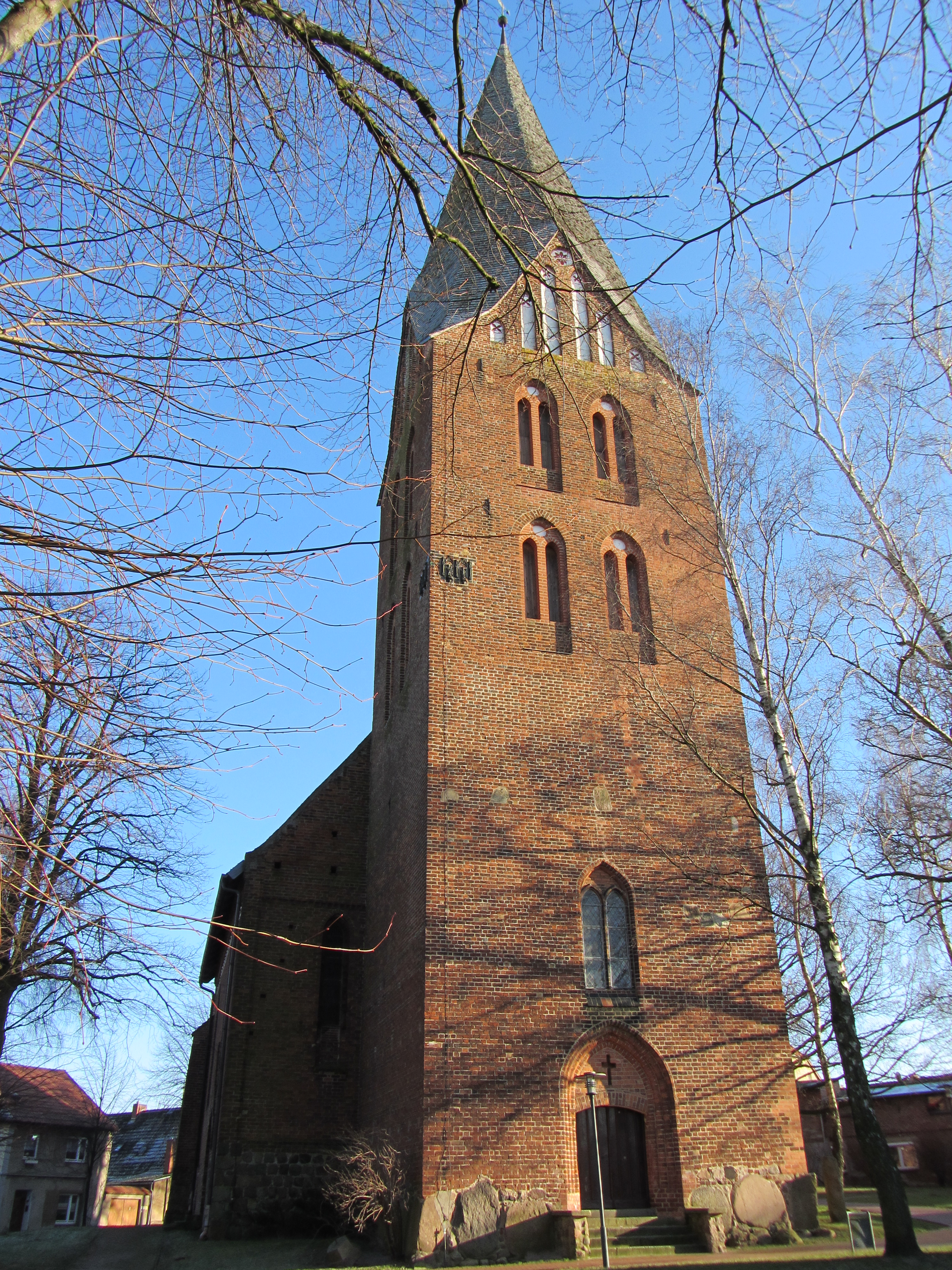
Stadtkirche

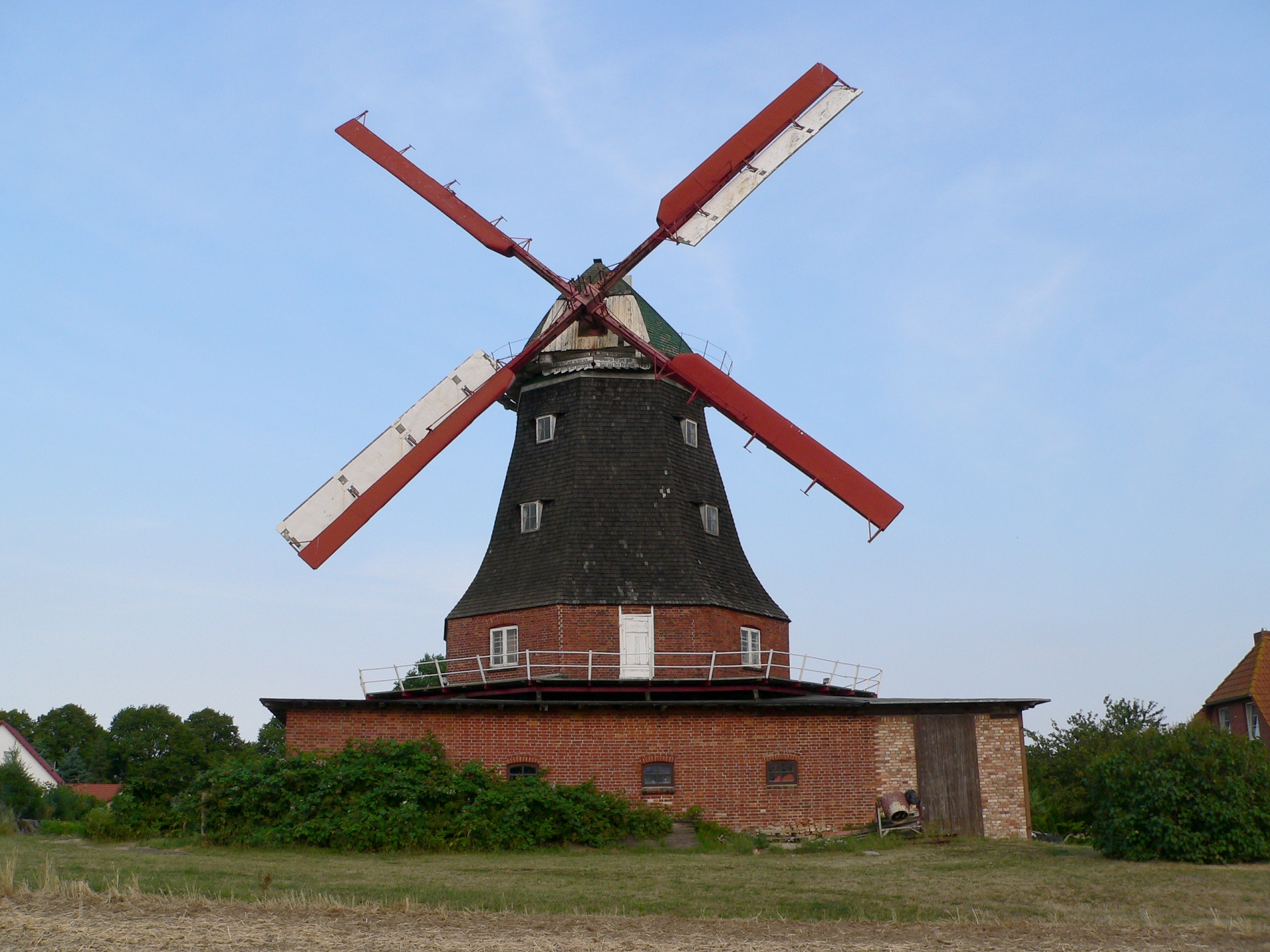
Galerie-Holländerwindmühle

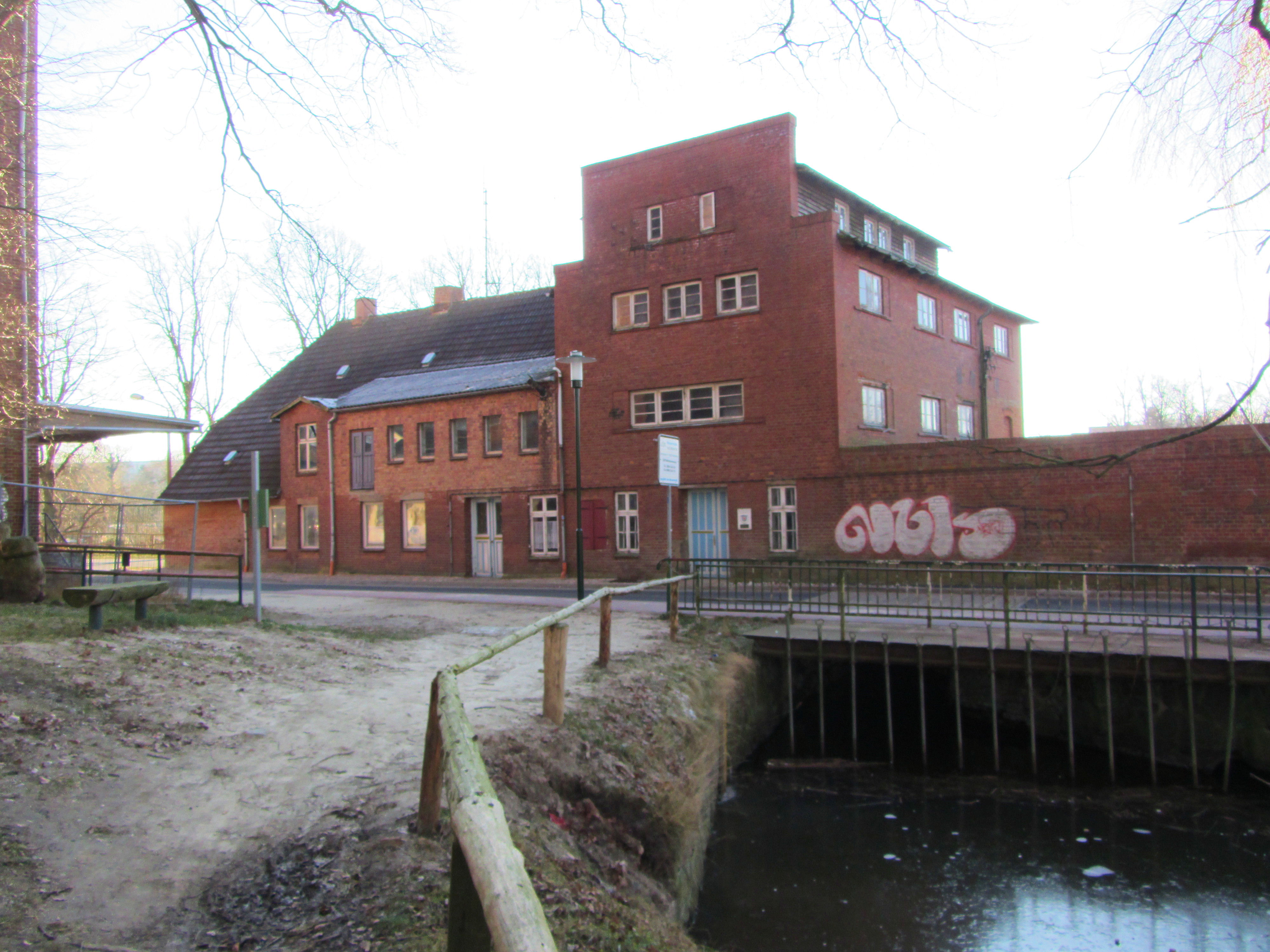
Wassermühle

- Stadtkirche Neubukow, romanisch-gotische, dreischiffige, zweijochige Hallenkirche aus Backstein aus dem 13. Jahrhundert mit eingezogenem, rechteckigem Chor und 52 m hohen Westturm aus dem 15. Jahrhundert (früher Seezeichen), Renovierungen 1858 und 1950,  Kanzel mit Schnitzwerk (Figuren der Evangelisten) von 1700
- Rathaus, barocker Putzbau von 1788 mit Zwerchgiebel und Mansarddach
- Heinrich Schliemann-Gedenkstätte mit einer Ausstellung über Lebensweg und wissenschaftliches Wirken Heinrich Schliemanns
- Stele zwischen Kirche und Pfarrhaus. Der Bildhauer Rainer Kessel schuf 1990 anlässlich des 100. Todestages Schliemanns eine Stele, die an die Ausgrabungen in Troja erinnert[24]
- Gedenktafel am Nachfolgebau des Geburtshauses Heinrich Schliemanns in der Mühlenstraße (heutiges Pfarrhaus, 1894/95 erbaut)
- Galerie-Holländerwindmühle nordwestlich der Stadt (1910 errichtet), funktionstüchtiges Flügelsystem mit Bilauschen Ventikanten zur Drehzahl- und Leistungsregelung der Windmühle. Nur noch wenige Mühlen in Deutschland verfügen über derartige Ventikanten an den Flügeln. Mit einer Flügelspannweite von 24 m ist die Mühle die höchste ihres Bautyps. Die Mehlproduktion wurde 1991 eingestellt.
- Fischtreppe am Mühlenbach, erlaubt Einblick in den Laichzug der Fische des Hellbachs
- Ehemaliger jüdischer Friedhof an der Wismarschen Straße mit Gedenktafel von 1983 zur Erinnerung an seine Zerstörung und Wiederherstellung
- OdF-Denkmal von 1950
- Gedenkstein für die Gefallenen des Deutsch-Französischen Kriegs
- Denkmal für die Gefallenen des Ersten Weltkriegs
- Wassermühle, 1304 erstmals urkundlich erwähnt, früher als Amtsmühle verpachtet. Eine Turbine mit einer Leistung von 65 PS wurde 1905 eingebaut, eine weitere kam 1919 hinzu. Die vorher in Familienbesitz befindliche Mühle wurde 1960 verstaatlicht, sie erzeugte etwa 320.000 kWh, die Mühlenanlage ist vollkommen erhalten und funktioniert heute im Museumsbetrieb.[25]
- Gutshaus Spriehusen, neogotischer, sanierter, zehnachsiger Putzbau von 1852 (Umbau) mit Mittelrisalit und hohem Sockelgeschoss

## Wirtschaft und Infrastruktur

### Unternehmen
Im Gewerbegebiet Berghausen sind u. a. Autohändler und Handwerksbetriebe angesiedelt.

### Verkehr
Neubukow liegt an der Bundesstraße 105 (gebaut von 1842 bis 1847) zwischen Wismar und Bad Doberan. Die nächstgelegenen Autobahnanschlussstellen sind Kritzow an der A 14 (Wismar–Schwerin) und Kröpelin an der A 20 (Lübeck–Rostock).
Der Bahnhof Neubukow liegt an der Bahnstrecke Wismar–Rostock. Er wird von der Regionalbahnlinie RB 11 (Wismar–Rostock–Tessin) im Stundentakt bedient.
Die Schmalspurbahn Neubukow Obere Weiche–Bastorf (auch Neubukower Rübenbahn), die nur dem Gütertransport diente, führte von Neubukow Obere Weiche an der Strecke Wismar–Rostock nach Bastorf. Sie wurde 1946 als Reparationsleistung demontiert.

### Bildung
- Grundschule am Hellbach, 1991 eröffnet, etwa 240 Schüler in 12 Klassen.[26]
- Regionale Schule Heinrich Schliemann, ab 1969 Polytechnische Oberschule „Heinrich Schliemann“, 1992–2008 Heinrich-Schliemann-Gymnasium Neubukow[27]

### Vereine
- Freiwillige Feuerwehr Neubukow, gegründet 1909[28]
- Neubukower Schützenverein 1858/1990
- Heinrich Schliemann Klub Neubukow e. V., gegründet 1975
- Neubukower Carneval-Club 1986
- Reitverein Neubukow
- Turn- und Sportgemeinschaft (TSG) Neubukow mit den Sportarten Fußball, Gymnastik, Kegeln, Tischtennis und Volleyball[29]
- Kinder- und Jugendzentrum Heizhaus[30]
- Lebenshilfe e. V., Ortsverein Neubukow
- Rassegeflügelzuchtverein Neubukow und Umgebung[31]

## Persönlichkeiten

### Söhne und Töchter der Stadt
- Christoph Christian von Dabelow (1768–1830), Rechtsgelehrter
- Christian Friedrich Tiede (1794–1877), Uhrmacher
- Ernst Bölte (1802–1870), Jurist
- Heinrich Schliemann (1822–1890), Archäologe und Entdecker von Troja
- Martin Burchard († 1903), Stifter des Burchard-Asyls (heute Altersheim)
- Gustav Burchard (1859–1937), Schauspieler und Theaterintendant
- Bernhard Friedrich Altschwager (1862–1931), Uhrmacher in St. Petersburg, Vater des Schriftstellers Theodor Kröger
- Rudolf Goldschmidt (1876–1950), Elektroingenieur und Erfinder
- Paul Gossel (1881–1966), Kunsterzieher, Landschaftsmaler und Grafiker
- Karl Ross (1882–1945), Politiker (KPD), Opfer des Nationalsozialismus
- Hermann Beste (* 1940), Landesbischof

### Mit Neubukow verbundene Persönlichkeiten
- Rudolf Haaker (1887–?), Stadtverordneter in Neubukow
- Niklot Beste (1901–1987), Pfarrer in Neubukow
- Hubert Schiefelbein (* 1930), Bildhauer, lebt in Neubukow